# PyQt
PyQt é um empacotador da linguagem Python para a biblioteca Qt, que é a base do KDE (ambiente desktop para Linux). Existe uma biblioteca complementar, PyKDE, que atua sobre elementos específicos do KDE, como por exemplo interação com o kicker e a barra de tarefas. Suporta as plataformas Unix, Linux, Windows, Mac OS/X.

## Licença
Segue de perto o sistema do Qt, que é GPL para programas sem fins comerciais nas plataformas UNIX/X11 (incluindo Linux), Windows e Mac OS X. Para os dois últimos, a licença GPL foi disponibilizada apenas a partir da versão 4.x. Para outros usos (código fechado, comercial, etc) há licenças alternativas de modo bem semelhante às licenças do próprio Qt para esses casos.

## Características
- Desempenho: Como o Qt foi construído de forma a facilitar o desenvolvimento de wrappers, o desempenho do PyQt é bem próximo do Qt quando usado com C++.

- Fácil de aprender: A biblioteca Qt é famosa por ser extremamente bem documentada, pois a própria Trolltech possui um time de escritores técnicos. Apesar da documentação ser para C++, é fácil "traduzir" os exemplos para Python. Existe também um ótimo livro online sobre PyQt no site opendocs.org

- API: A API do PyQt utiliza um sistema de "slots" e "sinais", levemente similar ao sistema de sinais e callbacks utilizado por outras bibliotecas. A API é bastante rica e coerente.

- IDE: Possui uma IDE muito boa para criação de interfaces, chamada QT Designer. O programa pyuic transforma essas definições de interfaces em código Python, que pode então ser usado por outros programas.

- Portabilidade: Programas usando PyQt podem rodar com o visual nativo em todas as plataformas suportadas, inclusive no Windows Vista a partir da versão 4.3 do Qt.

## Exemplo de código
```
import
 
sys

from
 
qt
 
import
 
*

class
 
HelloButton
(
QPushButton
):

    
def
 
__init__
(
self
,
 
*
args
):

        
QPushButton
.
__init__
(
self
,
 
*
args
)

        
self
.
setText
(
"Hello World"
)

class
 
HelloWindow
(
QMainWindow
):

    
def
 
__init__
(
self
,
 
*
args
):

        
QMainWindow
.
__init__
(
self
,
 
*
args
)

        
self
.
button
=
HelloButton
(
self
)

        
self
.
setCentralWidget
(
self
.
button
)

def
 
main
(
args
):

    
app
=
QApplication
(
args
)

    
win
=
HelloWindow
()

    
win
.
show
()

    
app
.
connect
(
app
,
 
SIGNAL
(
"lastWindowClosed()"
),

                
app
,
 
SLOT
(
"quit()"
))

    
app
.
exec_loop
()

if
 
__name__
==
"__main__"
:

    
main
(
sys
.
argv
)

```